# Rebellion Developments
Rebellion Developments (spesso indicata solo come Rebellion) è un'azienda britannica produttrice di videogiochi. La società viene fondata ad Oxford nel 1992 dai fratelli Jason e Chris Kingsley.
Dal 2000 la società pubblica la storica rivista di fumetti 2000 AD, a cui appartengono le testate Giudice Dredd e Rogue Trooper. Rebellion pubblica anche altro materiale attraverso varie testate, tra cui Abaddon Books (dal 2006), Solaris Books (dal 2007) e Ravenstone Press.
Dal 2017 entra nella produzione film e televisione con Rebellion Productions.
Nel 1994 si fa conoscere per il videogioco su licenza Aliens vs. Predator per Atari Jaguar, considerato uno dei migliori giochi per la console. Aliens versus Predator, del 1999, può essere considerato il suo seguito. Oggi la compagnia è conosciuta per il lavoro sulla serie Sniper Elite.

## Storia
I fratelli Kingsley terminano gli studi alla Università di Oxford e vorrebbero intraprendere un dottorato. Jason è più portato per le arti visive, mentre il fratello Chris eccelle nella programmazione e nelle discipline più tecniche. Nel tempo libero si dedicano a piccoli lavori nell'industria dei videogiochi. I lavori diventano più sostanziosi e i due cominciano a prendersi maggiori responsabilità. Decidono di fondare la compagnia dopo aver assicurato un accordo di pubblicazione con Atari. I fratelli presentano ai dirigenti di Atari una demo di un simulatore di volo fantasy in 3D. Fanno colpo, ma vengono invitati a lavorare su Checkered Flag e Alien vs Predator che vengono pubblicati nel 1994. Per aiutare i fratelli nello sviluppo Atari gli affianca gli artisti Stuart Wilson, Toby Banfield, e Justin Rae e i programmatori Mike Beaton, Rob Dibley, e Andrew Whittaker. Ad AvP seguono anni di silenzio, durante i quali il progetto Mr. Tank rimane inedito.
Nel giugno 2000 acquistano i fumetti di 2000 AD da Fleetway e sviluppano alcune trasposizioni dei personaggi nel mercato dei videogiochi. La prima trasposizione del 2003 Judge Dredd: Dredd Vs. Death fu un discreto successo. Nel 2005 Sniper Elite viene premiato come "Best PC/Console Game" durante i TIGA Awards dello stesso anno.
Oltre a sviluppare i videogiochi la Rebellion continua a pubblicare fumetti. Nel 2004 la Rebellion stringe un accordo con la DC Comics per ripubblicare alcuni racconti della 2000 AD su territorio americano. Tra i ripubblicati i più noti furono Giudice Dredd (Judge Dredd), Strontium Dog, Nikolai Dante, e Sinister Dexter. In seguito la DC abbandona l'accordo accusando le scarse vendite degli albi. Rebellion decide di continuare l'impresa con la casa editrice Simon & Schuster. La società inoltre crea la serie Judge Dredd: The Complete Case Files, una raccolta completa in ordine cronologico delle storie di Dredd.
Nel 2006, a seguito della bancarotta di Elixir Studios, Rebellion acquista le proprietà intellettuali dello studio, inclusi Evil Genius e Republic: The Revolution. Nel 2009 Jason Kinsley conferma il legittimo possesso dei franchise di Vivendi Games, regolarmente venduti prima dell'accorpamento con Activision nel 2008. Nello stesso anno viene riconfermato il desiderio di portare avanti le serie degli Elixir Studios.
Nel 2006 Rebellion acquistò dalla Eidos Interactive la Core Design, società nota per lo sviluppo della serie Tomb Raider. Nello stesso anno acquisì la Strangelite dalla Empire Interactive, diventando la più grande società indipendente inglese (e al tempo in Europa) di sviluppo videoludico. Rebellion lancia Abaddon Books, casa editrice dedicata ai romanzi. Rebellion riceve il titolo di Most Improved Studio per gli Develop Industry Excellence Award 2006.
Nell'agosto del 2008 acquista Blackfish Publishing, editore della rivista fantasy/fantascientifica Death Ray. A settembre acquista l'editore di giochi da tavolo Mongoose Publishing, che già aveva pubblicato un gioco di ruolo basato su Giudice Dredd.
Nel 2009 Rogue Warrior viene completamente stroncato dalla critica, mentre Star Wars Battlefront: Renegate Squadron su PSP attira diversi commenti positivi. Nel 2010 sviluppano un ultimo gioco dedicato ad Alien vs Predator, pubblicato da Sega, un titolo afflitto da problemi tecnici e di design, ma che durante la settimana di lancio riesce a scalare le classifiche di vendita, complice la forza del brand AvP
Nel giugno del 2009 Rebellion acquista l'editore di giochi da tavolo Cublicle 7. L'azienda verrà poi recuperata nel 2014 attraverso un management buyout guidato dal CEO Dominic McDowall. Nel settembre 2009, Rebellion acquisisce Solaris Books dal gruppo Games Workshop.
Nel 2012 due nuovi giochi: NeverDead, edito da Konami e diretto da Shinta Nojiri, già collaboratore di Hideo Kojima su diversi titoli della saga di Metal Gear Solid, si rivela un fallimento. Invece Sniper Elite V2 co-pubblicato da 505 Games ottiene buoni successi. Nel Luglio del 2013 Rebellion compra i franchise di Battlezone e Moonbase Commander durante le procedure fallimentari di Atari.
Nel 2014 viene pubblicato Sniper Elite 3.
Nel settembre del 2015 la serie di Sniper Elite sorpassa le 10 milioni di copie vendute nel mondo.
Nel 2016 Rebellion acquista le collane di fumetti pubblicate dopo gli anni 70 sotto IPC Youth (TI Media/Future plc) e Fleetway dalla società detentrice danese Egmont. Le collane vengono ristampate sotto l'editore Treasury of British Comics di proprietà di Rebellion.
Nel 2018 acquista Radiant Worlds di Leamington Spa, Warwick, ora Rebellion Warwick. Lo staff di Rebellion sale così a 300 persone.
Nel settembre 2018 Rebellion acquista i fumetti editi prima degli anni 70 sempre da IPC (TI Media/Future plc).
Nel novembre 2018, Rebellion mette in piedi uno studio per film e televisione con il progetto di creare delle serie basate sui personaggi di 2000 AD. I primi progetti dovrebbero essere dedicati a Rogue Trooper e Giudice Dredd, e dovrebbero essere curati dal regista Duncan Jones. Nata nel 2017, Rebellion Productions è la divisione dedicata alla produzione cinematografica e televisiva. I suoi studi avranno sede in una vecchia stamperia dismessa a Didcot, Inghilterra.
Nel gennaio 2019, Rebellion acquista i TickTock Games di Wakefield, ora rinominati Rebellion North.
Nel novembre 2019 Rebellion acquista i diritti dei giochi creati dai The Bitmap Brothers.

## Sussidiarie

### Attive
- Audiomotion Studios[23]
- Rebellion Liverpool[24][25]
- Rebellion North[26]
- Rebellion Productions[27]
- Rebellion Publishing[28]
  - 2000 AD[29]
  - Abaddon Books[29]
  - Ravenstone Press[29]
  - Solaris Books[29]
- Rebellion Warwick[30]

### Cessate
- Razorworks[31]
- Rebellion Banbury[25][32]
- Rebellion Derby[25][33][34]

## Giochi sviluppati
| Anno       | Titolo                                    | Piattaforma/e                                                                        |
| ---------- | ----------------------------------------- | ------------------------------------------------------------------------------------ |
| 1993       | Eye of the Storm                          | Amiga, MS-DOS                                                                        |
| 1994       | Alien vs Predator                         | Atari Jaguar                                                                         |
| 1994       | Checkered Flag                            | Atari Jaguar                                                                         |
| 1998       | Klustar                                   | Game Boy, Game Boy Advance                                                           |
| 1999       | Aliens versus Predator                    | Classic Mac OS, Microsoft Windows                                                    |
| 1999       | Mission Impossible                        | Game Boy Color                                                                       |
| 1999       | Tom Clancy's Rainbow Six                  | PlayStation                                                                          |
| 2000       | The Mummy                                 | Microsoft Windows, PlayStation                                                       |
| 2000       | Asterix: Search for Dogmatix              | Game Boy Color                                                                       |
| 2000       | Gunlok                                    | Microsoft Windows                                                                    |
| 2000       | Largo Winch                               | PlayStation                                                                          |
| 2000       | Skyhammer                                 | Atari Jaguar                                                                         |
| 2001       | Snood                                     | Game Boy Advance                                                                     |
| 2001       | Midnight Club: Street Racing              | Game Boy Advance                                                                     |
| 2001       | Gunfighter: The Legend of Jesse James     | PlayStation                                                                          |
| 2002       | Tom Clancy's Rainbow Six: Lone Wolf       | PlayStation                                                                          |
| 2002       | Delta Force: Urban Warfare                | PlayStation                                                                          |
| 2002       | Medal of Honor: Underground               | Game Boy Advance                                                                     |
| 2002       | Tiger Woods PGA Tour Golf                 | Game Boy Advance                                                                     |
| 2003       | Judge Dredd: Dredd vs. Death              | GameCube, PlayStation 2, Windows, Xbox                                               |
| 2003       | Gunfighter II: Revenge of Jesse James     | PlayStation 2                                                                        |
| 2004       | World War Zero: Iron Storm                | Microsoft Windows, PlayStation 2                                                     |
| 2005       | Sniper Elite                              | PlayStation 2, Wii, Windows, Xbox                                                    |
| 2005       | Delta Force: Black Hawk Down              | Microsoft Windows, PlayStation 2                                                     |
| 2006       | 007: From Russia with Love                | PlayStation Portable                                                                 |
| 2006       | Dead to Rights: Reckoning                 | PlayStation Portable                                                                 |
| 2006       | Gun: Showdown                             | PlayStation Portable                                                                 |
| 2006       | Rogue Trooper                             | Microsoft Windows, PlayStation 2, Wii, Xbox                                          |
| 2006       | Miami Vice: The Game                      | PlayStation Portable                                                                 |
| 2006       | Delta Force: Black Hawk Down – Team Sabre | Microsoft Windows, PlayStation 2                                                     |
| 2007       | Star Wars Battlefront: Renegade Squadron  | PlayStation Portable                                                                 |
| 2007       | Free Running                              | Microsoft Windows, Nintendo DS, PlayStation 2, PlayStation Portable, Wii             |
| 2007       | Harry Potter and the Order of the Phoenix | PlayStation Portable                                                                 |
| 2007       | Aliens vs. Predator: Requiem              | PlayStation Portable                                                                 |
| 2007       | The Simpsons Game                         | PlayStation 2, PlayStation Portable, Wii                                             |
| 2008       | Call of Duty: World at War – Final Fronts | PlayStation 2                                                                        |
| 2009       | Shellshock 2: Blood Trails                | Microsoft Windows, PlayStation 3, Xbox 360                                           |
| 2009       | PDC World Championship Darts 2009         | Wii                                                                                  |
| 2009       | Rogue Warrior                             | Microsoft Windows, PlayStation 3, Xbox 360                                           |
| 2009       | Star Wars Battlefront: Elite Squadron     | PlayStation Portable                                                                 |
| 2010       | Aliens vs Predator                        | Microsoft Windows, PlayStation 3, Xbox 360                                           |
| 2010       | PDC World Championship Darts: ProTour     | PlayStation 3, Wii, Xbox 360                                                         |
| 2010       | Evil Genius: WMD                          | Facebook Platform                                                                    |
| 2011       | Judge Dredd vs. Zombies                   | Android, iOS, Windows Phone                                                          |
| 2012       | NeverDead                                 | PlayStation 3, Xbox 360                                                              |
| 2012       | Sniper Elite V2                           | Microsoft Windows, Nintendo Switch, PlayStation 3, Wii U, Xbox 360                   |
| 2012       | Zombie HQ                                 | Android, iOS                                                                         |
| 2012       | Sinbad                                    | iOS                                                                                  |
| 2012       | Guns 4 Hire                               | Android, iOS, Windows Phone                                                          |
| 2013       | Sniper Elite: Nazi Zombie Army            | Microsoft Windows                                                                    |
| 2013       | Sniper Elite: Nazi Zombie Army 2          | Microsoft Windows                                                                    |
| 2014       | Sniper Elite 3                            | Microsoft Windows, Nintendo Switch, PlayStation 3, PlayStation 4, Xbox 360, Xbox One |
| 2015       | Zombie Army Trilogy                       | Microsoft Windows, PlayStation 4, Xbox One                                           |
| 2015       | Evil Genius Online                        | Android, Facebook Platform, iOS                                                      |
| 2016       | Battlezone                                | PlayStation 4, Microsoft Windows, Xbox One, Nintendo Switch                          |
| 2017       | Sniper Elite 4                            | Microsoft Windows, PlayStation 4, Xbox One                                           |
| 2018       | Strange Brigade                           | Microsoft Windows, PlayStation 4, Xbox One                                           |
| 2018       | Arca's Path VR                            | Microsoft Windows, PlayStation 4                                                     |
| 2020       | Evil Genius 2                             | Microsoft Windows                                                                    |
| 2020       | Zombie Army 4: Dead War                   | Microsoft Windows, PlayStation 4, Xbox One                                           |
| 2020       | Zombie Army Trilogy                       | Nintendo Switch                                                                      |
| 2021       | Sniper Elite VR                           | PlayStation 4, Microsoft Windows                                                     |
| 2022       | Sniper Elite 5                            | Playstation 5, PlayStation 4, Xbox Serie X/S, Xbox One, Microsoft Windows            |
| 2025       | Sniper Elite: Resistance                  | PlayStation 5, PlayStation 4, Xbox Serie X/S, Xbox One, Microsoft Windows            |
| 2025       | Atomfall                                  | PlayStation 5, PlayStation 4, Xbox Serie X/S, Xbox One, Microsoft Windows            |
| Cancellato | Legions of the Undead                     | Atari Jaguar                                                                         |

## Giochi Pubblicati
- Evil Genius (2009, PC). Sviluppato da Elixir Studios e pubblicato nel 2004.
- Republic: The Revolution (2009, PC). Sviluppato da Elixir Studios e pubblicato nel 2003.
- Empire Earth (2009, PC). Sviluppato da Stainless Steel Studios e pubblicato nel 2001. L'espansione viene pubblicata nel 2002.
- Ground Control (2009, PC). Sviluppato da Massive Entertainment e pubblicato nel 2000.
- Ground Control II: Operation Exodus (2009, PC). Sviluppato da Massive Entertainment e pubblicato nel 2004.
- Lords of the Realm (2009, PC). Sviluppato da Impressions Games e pubblicato nel 1994. Include Lords of the Realm II pubblicato nel 1996.
- Lords of the Realm III (2009, PC). Sviluppato da Impressions Games e pubblicato nel 2004.
- Lords of Magic (2009, PC). Sviluppato da Impressions Games e pubblicato nel 1998.
- Woolfe: The Red Hood Diaries (2015, PC). Sviluppato da GriN Gamestudio e pubblicato nel 2015.
- Battlezone 98 Redux (2016, PC). Sviluppato da Big Boat Interactive.
- Battlezone: Combat Commander (2018, PC). Sviluppato da Big Boat Interactive.

## Premi
- 2005: Vince i TIGA Awards come "Best PC/Console Game" per Sniper Elite
- 2006: Nominata agli Eagle Award come migliore editore
- 2006: Vince i Develop Industry Excellence Award come Most Improved Studio.